# Винемака (Невада)
Винемака (енгл. Winnemucca) град је у америчкој савезној држави Невада.

## Демографија
По попису из 2010. године број становника је 7.396, што је 222 (3,1%) становника више него 2000. године.
| Група             | 2000.         | 2010.         |
| Белци             | 5.303 (73,9%) | 5.020 (67,9%) |
| Афроамериканци    | 23 (0,3%)     | 41 (0,6%)     |
| Азијати           | 64 (0,9%)     | 68 (0,9%)     |
| Хиспаноамериканци | 1.488 (20,7%) | 2.024 (27,4%) |
| Укупно            | 7.174         | 7.396         |